# Onthophagus aereopictus
Onthophagus aereopictus là một loài bọ cánh cứng trong họ Bọ hung (Scarabaeidae).